# Tupik
Tupik (lat. Fratercula arctica) je morska ptica iz porodice njorki.

## Opis
Tupik se uglavnom hrani manjim ribama koje lovi roneći. Ima crno perje na leđima i glavi, sive mrlje na obrazima i bijelo perje na donjim dijelovima tijela. Veliki kljun mu je crveno-crnih tonova, a noge narančaste. Tijekom zime se mitari na pučini te mu tom prilikom pojedini dijelovi kljuna gube jarke boje. Ženka i mužjak su sličnog izgleda, ali mužjak je obično nešto veći. Mladunci imaju slično perje, ali nešto drukčije boje kljuna i tamnije noge.
Tupik jesen i zimu provodi na pučini hladnih sjevernih mora, a na obalu se vraća s početkom sezone parenja krajem proljeća. Gnijezdi se u kolonijama na vrhovima litica i polaže jedno jaje u jazbinu. Ptić se hrani ribom i u potpunosti sazrijeva nakon otprilike šest tjedana. Napušta obalu plivajući i ne vraća se na nju nekoliko godina.

## Rasprostranjenost
Fratercula arctica je jedina vrsta tupika koja živi na području Atlantskog oceana i jedna od tri vrste iz roda Fratercula. Preostale dvije vrste tupika žive u sjeveroistočnom dijelu Tihog oceana.
Tupici u sezoni parenja borave na Islandu, Grenlandu i u Norveškoj, kao i na područjima mnogih manjih otoka u sjevernom dijelu Atlantskog oceana. Rasprostranjeni su i na području kanadske regije Newfoundland, čija je nacionalna ptica, a mogu doletjeti i do južnijih područja poput američke savezne države Maine i Britanskih otoka.

## Ugroženost i zaštita
Iako su jedini poznati populacijski trendovi oni europski, podatci kroz posljednje tri generacije (65 godina) pokazuju pad dovoljno velik da se vrsta klasificira kao osjetljiva. Primjerice najveća norveška kolonija tupika koja je 1979. godine brojala 1.5 milijuna parova jedinki, 2015. godine spala je na tek 289 000 parova koji gotovo da nisu imali mlade posljednjih 9 godina. U drugim manjim kolonija također su primjećeni padovi, ali kako nisu sve kolonije toliko blisko promatrane moguće je da se, nakon što se prikupi više podataka, status promjeni na bolje ili na gore. Pretpostavlja se da su uzroci pada broja jedinki invazivne grabežljive vrste, zagađenje, nedostatak hrane zbog pretjeranog izlova ribe te ugibanje odraslih tupika u ribarskim mrežama.

## Vanjske poveznice
|  | Zajednički poslužitelj ima stranicu o temi Fratercula arctica    |
|  | Zajednički poslužitelj ima još gradiva o temi Fratercula arctica |
|  | Wikivrste imaju podatke o taksonu Fratercula arctica             |